# غار مرل اشکفت ۱
غار مرل اشکفت ۱ مربوط به دوران پارینه‌سنگی میانه‌است و در شهرستان هرسین، بخش مرکزی، دهستان شیرز، ۱۵۰۰ متری شرق روستای چهر واقع شده و این اثر در تاریخ ۲۶ اسفند ۱۳۸۷ با شمارهٔ ثبت ۲۵۶۶۷ به‌عنوان یکی از آثار ملی ایران به ثبت رسیده است.